# 三菱・ストラーダ
ストラーダ（Strada）は、三菱自動車工業が生産・販売していたピックアップトラックである。カープラザ店の専売車種だった。

## 初代 K34T型（1986年-1997年）
1986年、フォルテの後継車として登場。当初は海外専売で、クライスラーへのOEM供給モデルはダッジ・ラム50（2代目）として販売された。
1991年5月、RV市場の拡大を受け、4WDピックアップ・スポーツRVとして国内販売を開始。L200/マイティマックスダブルキャブの国内仕様。
小型車枠を越えた大きなボディサイズ（全長4990mm×全幅1740mm×全高1770mm）に加え、クラス初のサイドプロテクトモール一体型ワイドフェンダ、ラップラウンドタイプの大型フロントグリルガードなど、数多くのドレスアップパーツを採用。パジェロやデリカに搭載される傾斜計・内外気温計も選べた。
5人乗りの室内には、バケットタイプフロントシートのほか、100Wのハイパワー4スピーカを備えたオーディオを装備した。後部のカーゴスペースは最大積載量500kg（クラス最大）で、オプションでキャノピーもあった。
エンジンはトルクフルな4D56型2.5L直列4気筒OHC8バルブディーゼルターボで、最高出力85馬力。フロントがダブルウィッシュボーン、リアはリーフリジッドのサスペンション、パートタイム式4WDとメカニズム関係はオーソドックス。
ラインナップは、ベースグレードの「S」、上級グレードの「R」の2グレード体制。上級グレードRはオーバーフェンダーやグリルガード、ロールバー、メッキドアミラー、255/70R15タイヤを標準装備している。全長5mのサイズの為1ナンバー登録であり、高速道路などでは中型車扱いの為普通車より料金は増す。
1993年10月、マイナーチェンジ。エクステリアではフロントグリル・フロントバンパー・ドアミラーの変更、インテリアではインテリアパネル等の変更、機械関係ではディーゼルエンジンの環境性能を向上させ、排ガス規制に対応させた。また安全装備を充実させる。
1994年8月、特別仕様車ブラックエディションを追加設定。
ストラーダの登場により、既発売のブラボー、パジェロ、デリカ、RVR、シャリオ、ジープと併せ、性格と用途の異なる7種類のRVが揃い、多様化するRVニーズに幅広く応えられるラインアップとなった。

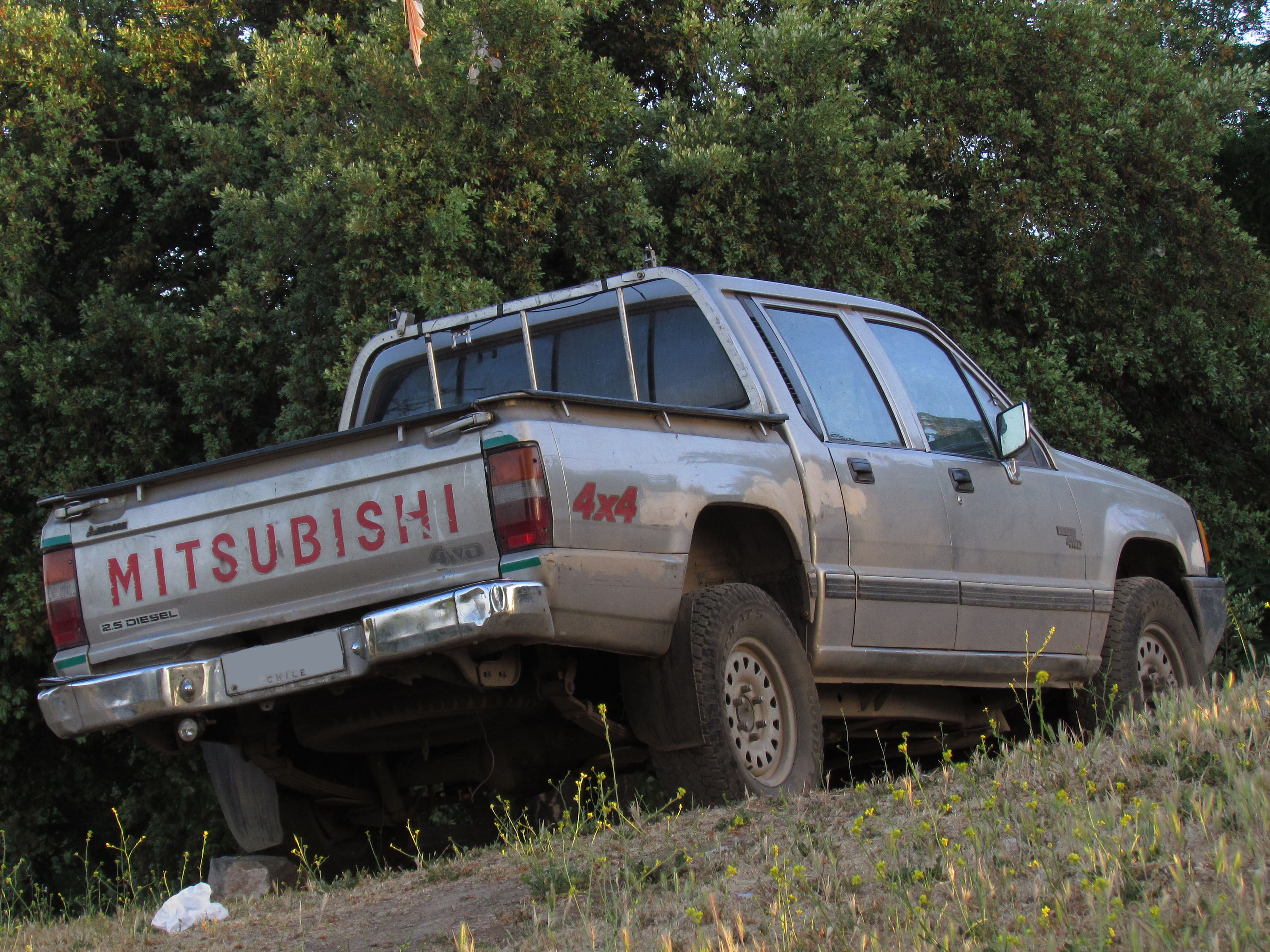
リア
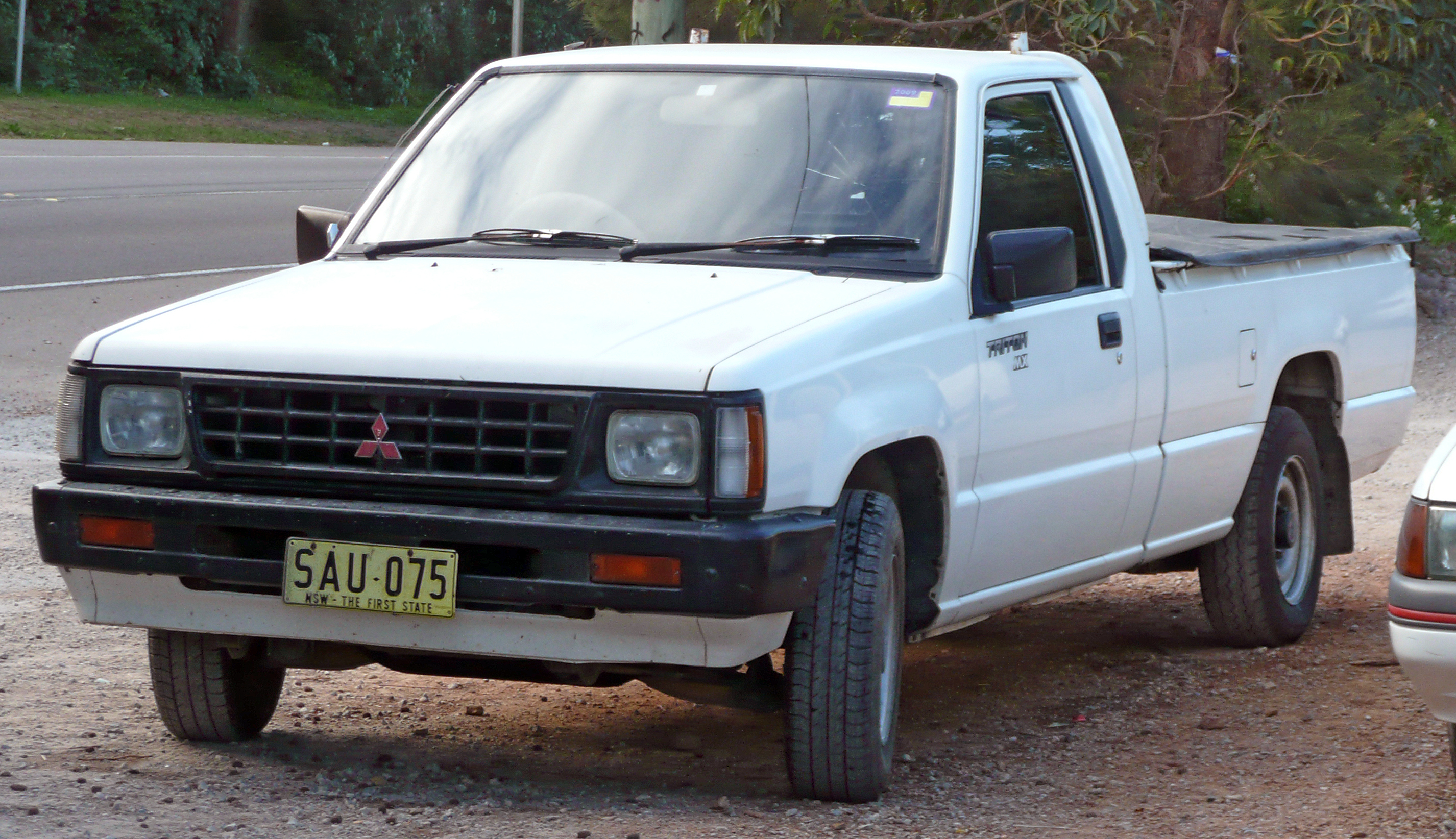
2WDシングルキャブ（豪州仕様トライトン）
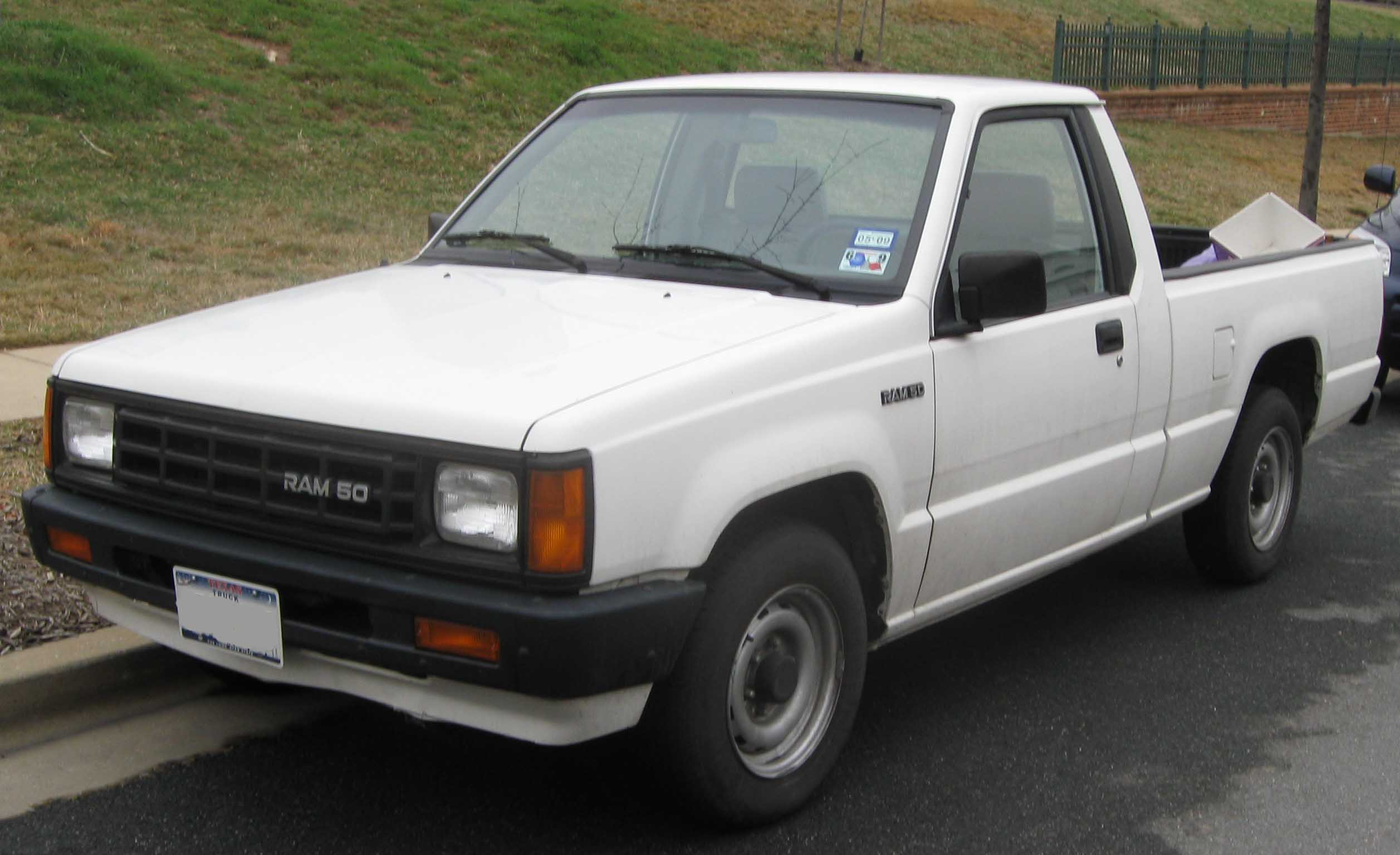
ダッジ・ラム50（2代目）

## 2代目 K74T型（1996年-2008年）
1996年、海外向けL200を10年ぶりのフルモデルチェンジをして登場。
1997年6月2日、国内向けストラーダもフルモデルチェンジ。L200ダブルキャブ4WDを国内仕様としたもの。生産はタイのラムチャバン工場で生産され、1グレード（4速AT仕様、5速MT仕様）のみ。同社のタイ現地合弁企業であるMMC SITTIPOL CO.,LTD.（エムエムシー・シティポール・カンパニー・リミテッド,略称:MSC）で海外現地生産車としては、同社のエクリプス、ディアマンテワゴン、カリスマに次いで4番目の輸入車として国内で販売となった。
新型ストラーダは、個性的、先進的で乗用車用途にも適したピックアップとして内外のデザインを一新。
エクステリアでは初代同様ダブルキャブのみのボディは変わらず、全体的に角が取れ、より丸みを帯びた滑らかなデザインに変化。迫力ある大型フロントバンパー、ワイドなオーバーフェンダーの採用と、フラッシュサーフェス化されたボディ面や、スラントノーズ、傾斜ウィンドシールドによるエアロダイナミックスタイルにより、オフローダーの力強さと乗用車の洗練されたイメージを両立させた。
インテリアでは快適で操作性のよい乗用車感覚の使い勝手を考え、成形ドアトリムや大型パッドにより、乗用車感覚のソフトで一体感のあるラウンドインテリアとした。インパネは視認性、操作性の良い位置に大型メーター、3連メーター他各計器類を配置し、使い易さを重視。ハンドルポジションを乗用車感覚の扱い易い位置に配置して快適な運転姿勢を確保し、前席にはサポート性のよい大型スポーツシートを採用し、前後スライド量も十分に確保した。
クラス最長、最大幅（長さ1,500mm、幅1,470mm、最大積載量500kg）のカーゴボックスにより使い易さと搭載性を備え、5人の乗員が大型レジャーグッズを積んでも余裕をもって目的地に行くことを可能にし、快適トランスポーターとして仕事にも遊びにも幅広いニーズに対応できる車とした。カーゴボックスの構造は強度、防錆、見栄えに優れたダブルウォールを採用し、更に使い勝手に優れたワンタッチ型開閉式のテールゲートや、荷物の固定に便利なインナーフックを採用した。
4WDピックアップ車の基本性能である動力性能をインタークーラー化された2.5L直列4気筒OHC8バルブディーゼルターボに変更され、最高出力105ps/rpm、最大トルク24.5kg・m/rpmを実現した。スモークを低減させて排出ガスを浄化し、クリーン度を高めながら、エンジンの各所でシリンダーブロックの剛性アップ等振動・騒音低減の工夫をし、乗用車並みの静かな室内音を確保した。
5速MTの他にATが追加された。このストラーダとして初採用のATは、パジェロで実績のある小型油圧制御式をチューニングしたものである。
サスペンションは従来どおりだが、4WDシステムは走行中でも2WDと4WDを切り替えられるイージーセレクト式に変更し、さらに機動力をアップさせた。
ブレーキは、フロントブレーキの剛性を向上すると共に、放熱性を高めた2ポットのベンチレーテッドディスクを採用し、制動能力とブレーキフィーリングを高めた。新たに、車輪ロックを極力防ぎ、安定した車体姿勢と操縦性を確保するアンチロックブレーキシステム（ABS）と、走行安定性を高めるハイブリッドタイプリミテッドスリップデファレンシャル（LSD）を標準装備とした。
タイヤは31×10.5Rの大径ワイドタイヤ、7JJ×15のアルミホイールを標準装備とし、高い操縦安定性・快適な乗り心地を実現した。
他に、フロント及びリヤの各ドアに16cmスピーカーを設置し、更にフロントドアに3.5cmツィーターを追加した6スピーカーを装備、コントロールパネルを液晶タイプの絵表示とし、操作部はすべて押しボタン式としたフルオートエアコン、挟み込み防止機能付きパワーウィンド、センタードアロック、複合曲面タイプのドアミラーを運転席・助手席ともに採用して、左側フロントフェンダーの下方を確認できるサイドアンダーミラー、運転席エアバッグシステム、ハイマウントストップランプなどが標準装備され、先代に比べ装備の充実が図られた。
逆に先代で標準装備であったカーゴスペースのロールバー・リヤゲートデカールはオプションになった。
1998年9月、マイナーチェンジ。ヘッドライトとフロントグリルのデザインを変更。ボディカラーは2トーンの2タイプに集約。室内はステアリングとシート地を変更。助手席エアバッグ追加やエンジン吸気音低減なども行った。
また2代目販売に合わせ、三菱自動車テクノサービス(株)、ワークスKの協力により、オフロードイメージをより強調したヘビーデューティーなドレスアップ特装限定車「デザートクルーザー」が全国のカープラザ系販売会社から同時発売された。外観では、ボディサイドデカール、リヤゲートデカール、ボディと同色のフロントグリルを標準装着。 オフロード装備では、4連フォグランプ＆ランプバー、エクシードバイザー、大型マッドフラップを標準装備。 また、電動アウタースライドガラスサンルーフ、4連ワークランプ＆ロールバー、16インチアルミホイール＆タイヤがオプション設定された。
1999年、日本国内の販売終了。
2001年、海外向けL200をマイナーチェンジ。丸型ヘッドライトに変更。
2006年、生産終了。
2008年、インドネシアにおいて販売終了。

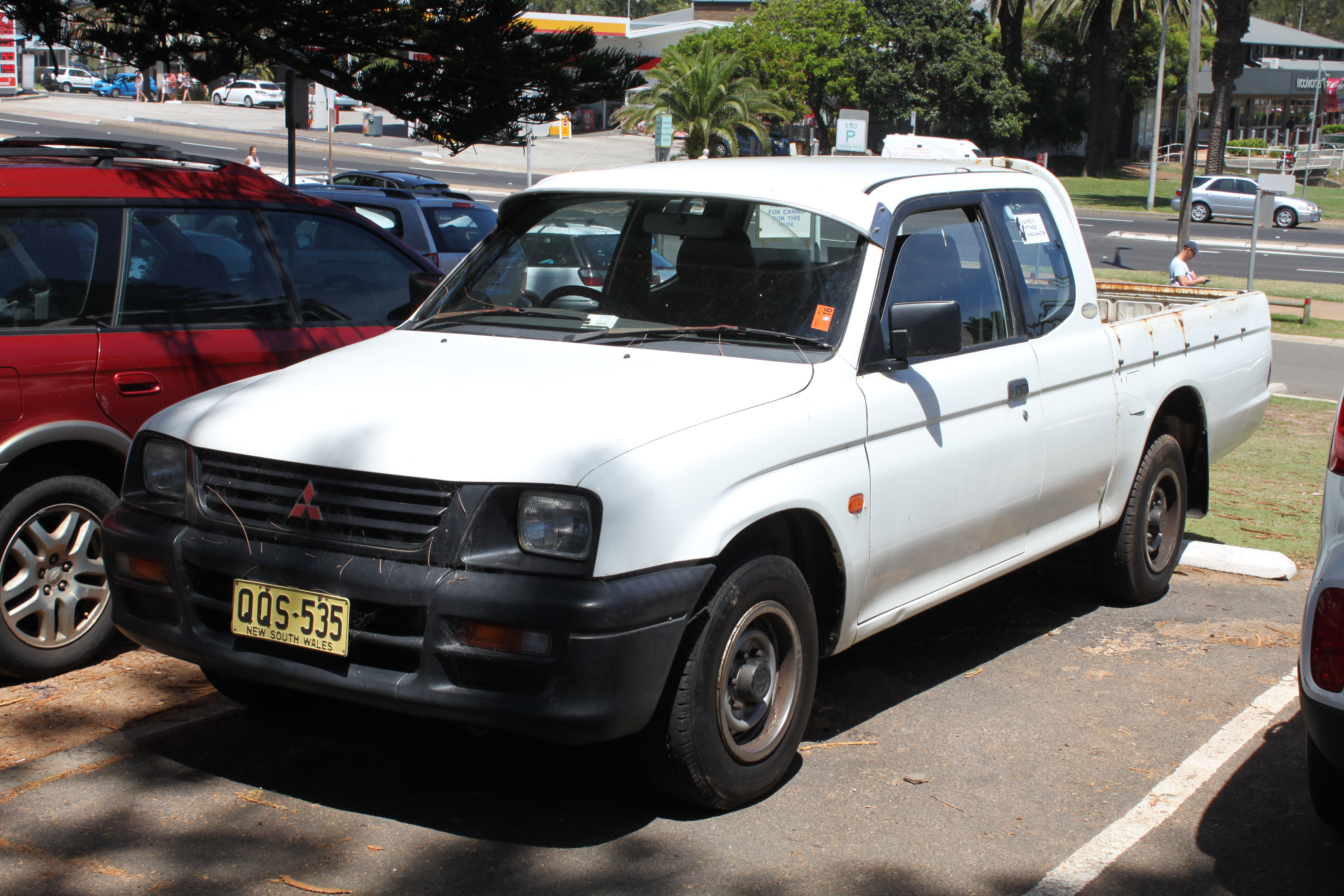
2WDクラブキャブ(豪州仕様トライトン)
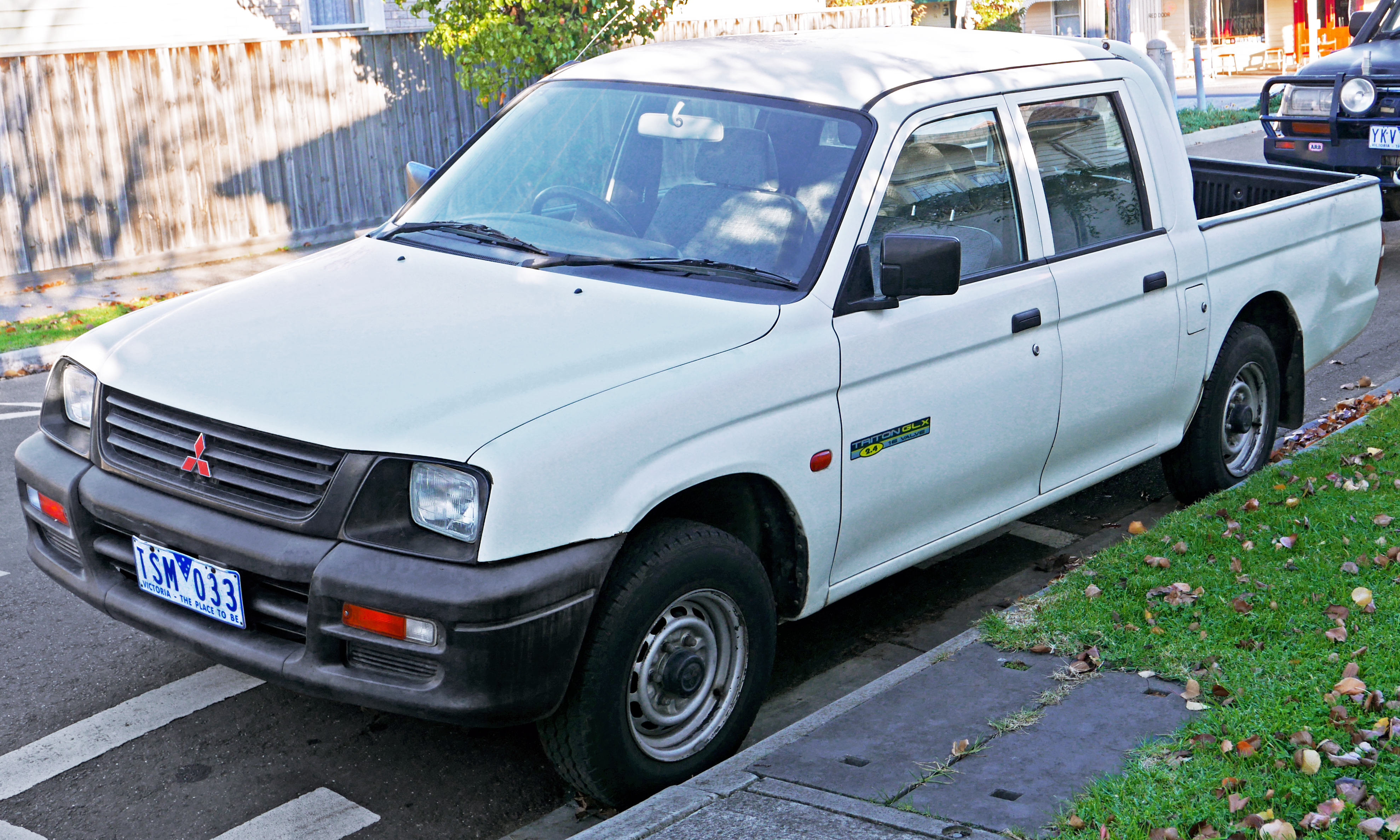
2WDダブルキャブ(豪州仕様トライトン)
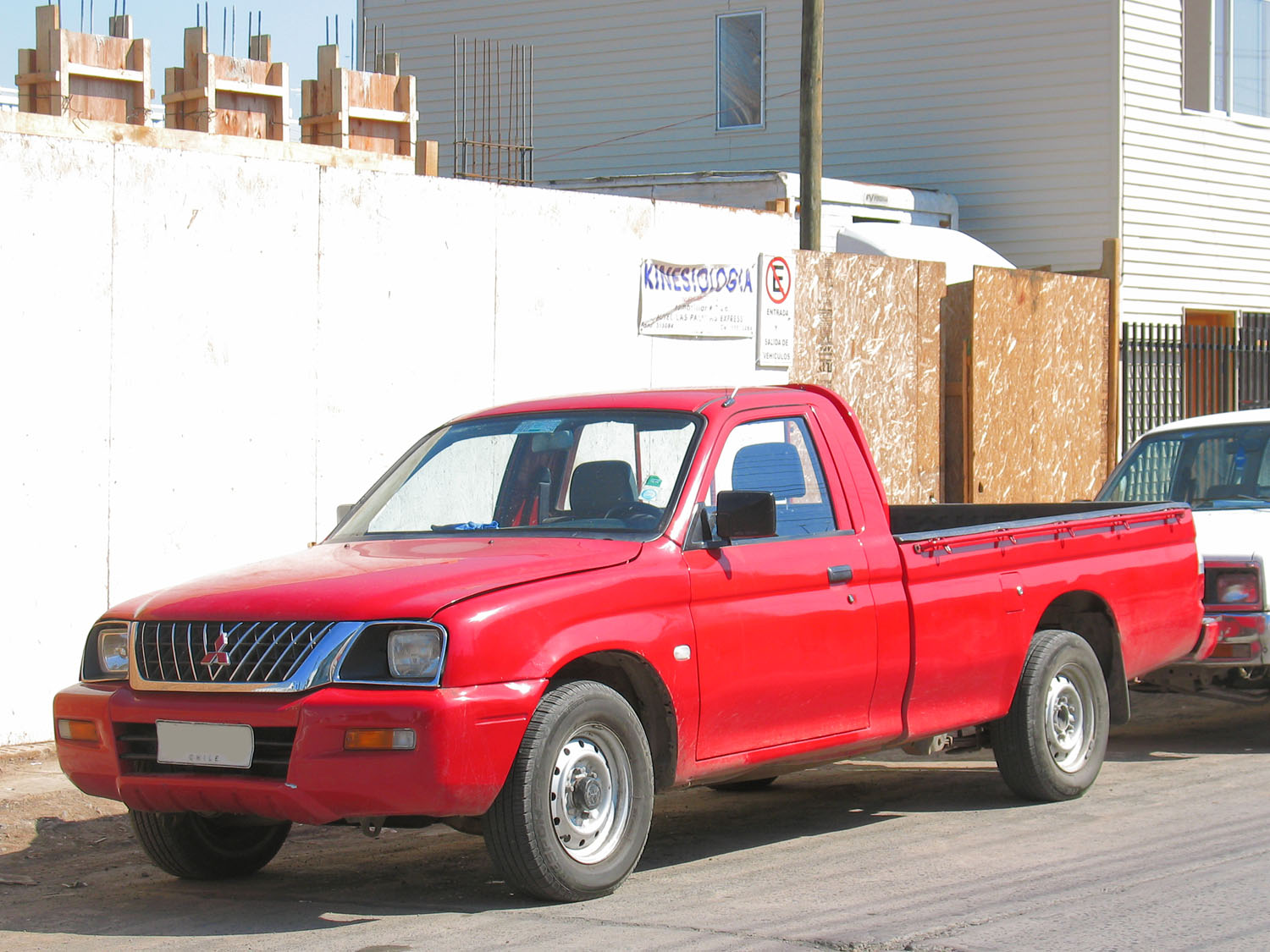
2WDシングルキャブ(海外向けL200)
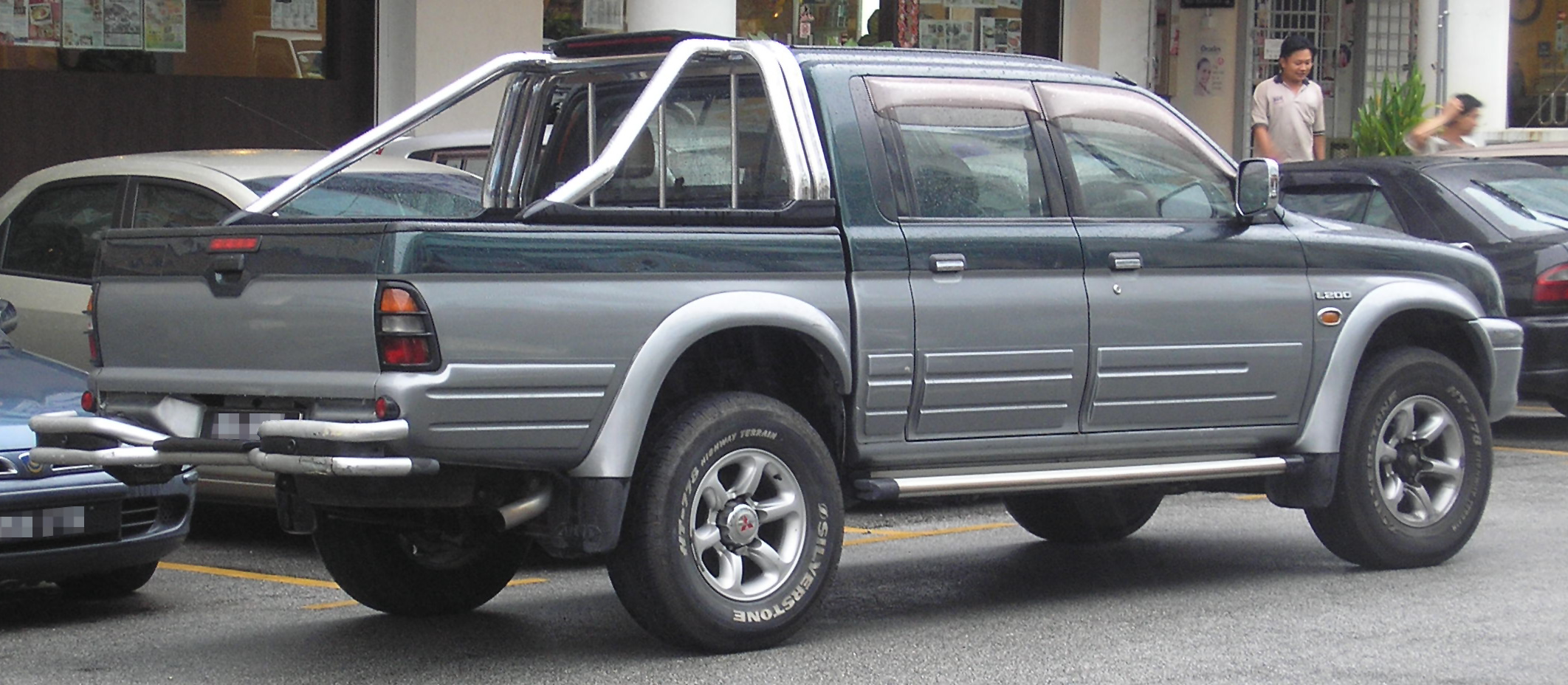
中期型リア
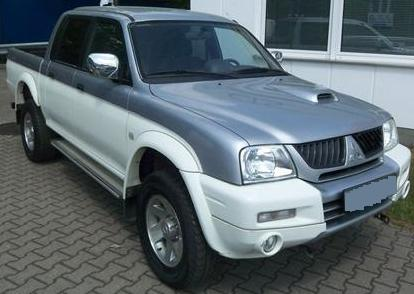
後期型(海外向けL200、最終型)

## 年間製造と販売
| 年            | 製造（国内） | 販売（国内） | 販売（インドネシア） |
| ------------- | ------------ | ------------ | -------------------- |
| 1995          | 52,463       | 不明         |                      |
| 1996          | 39,066       | 不明         |                      |
| 1997          | 43,432       | 11           |                      |
| 1998          | 24,879       | 0            |                      |
| 1999          | 11,759       | 0            |                      |
| 2000          | 16,143       | 0            | -                    |
| 2001          | 1,051        | 0            | -                    |
| 2002 (15ヶ月) | 350          | -            | 547 (756)            |
| 2003          | 520          | -            | 1,384                |
| 2004          | 630          | -            | 3,274                |
| 2005          | 1840         | -            | 4,980                |
| 2006          | 1610         | -            | 4,557                |
| 2007          | -            | -            | 5,573                |
| 2008          | -            | -            | 296                  |
| 2009          | -            | -            | -                    |

(sources: Facts & Figures 2000, Facts & Figures 2002, Facts & Figures 2005, Facts & Figures 2009, Facts & Figures 2010 ,Mitsubishi Motors website)

## 車名の由来
イタリア語で「道」を意味する。